# De Cock en de blijde Bacchus
De Cock en de blijde Bacchus  is het zesenvijftigste deel van de detectivereeks De Cock van de Nederlandse auteur Appie Baantjer waarin rechercheurs Jurriaan 'Jurre' de Cock en Dick Vledder een moord oplossen op een doodgeschoten oude man.

## Verhaal
Rechercheur De Cock bespreekt met collega Dick Vledder de criminele levensloop van Peter de Groot, alias Big Pete. Hun gesprek wordt verstoord door François van Harrecoven. Hij maakt zich zorgen om de jongere broer van zijn grootvader, Herbert van Harrecoven. Hij staat in het testament van deze oudoom samen met zijn drie ooms, directe neven van Herbert. Hij krijgt telefonisch geen contact met zijn vrijgezelle oudoom en ook niet na een bezoek aan het fraaie grachtenpand aan de Brouwersgracht. François wil nu per se ter plekke gaan kijken en De Cock stemt mat toe. Na het onbeantwoord aanbellen is De Cock genoodzaakt zich toegang te verschaffen met behulp van het apparaat van Handige Henkie. Samen met Dick Vledder gaat hij het pand binnen en beduidt François op straat te blijven wachten. Ze vinden een doodgeschoten oude man bij twee lege glazen en een half gevulde fles rode wijn. De Cock vraagt Vledder de meute te waarschuwen en Dick doet het deze keer per mobiele telefoon. Hij neemt zijn zware dienstmobilofoon niet meer mee. Ze houden François nog even buiten het pand. De Cock zegt dat hij zo ooit een zaak heeft verknald. De vingerafdrukken moeten immers nog genomen worden. Volgens Oscar Wilde is ervaring eenvoudig de som van iemand fouten. In het pand ziet De Cock geen sporen van braak. In het pand komt hij in contact met een jonge agente, Adelheid van Buuren, gedetacheerd aan het bureau Warmoesstraat en ze is op eigen verzoek en met toestemming van de wachtcommandant gewandeld naar de plaats delict. Lijkschouwer dokter Den Koninghe schat dat het slachtoffer al zeker 24 uur dood is. Hij lijkt van zeer dichtbij neergeschoten. De Cock ziet in het vertrek boven de schoorsteen een afbeelding van een man gehuld in druiventrossen en wijnranken. Onder de afbeelding staat: De blijde Bacchus. Buiten op de gracht vraagt François of er iets gestolen is, bijvoorbeeld de beeldjes van de apostel Petrus op de eerste etage. De Cock staat hem toe mee naar binnen te gaan als hij zijn handen in zijn zakken kan houden. De beeldenverzameling is volgens François nog intact aanwezig.
De volgende ochtend vertelt Dick Vledder dat hij met toestemming van de wachtcommandant Adelheid van Buuren heeft thuisgebracht. De Cock geeft een college over de Petrus-beelden en de naam Petrus in het algemeen. Hij wordt onderbroken door de komst van ene Vera van Veenendaal. Ze is te opzichtig gekleed in een kort zwartlederen rokje en een te open witzijden blouse. Ze heeft al meer dan een jaar de sleutel van het pand aan de Brouwersgracht. Ze heeft heer Van Harrecoven leren kennen als callgirl. Want na haar scheiding leek haar dat de beste oplossing, omdat ze achterbleef met twee kinderen van 1 en 3 jaar. Dankzij een potentieverhogend middel beleefde Herbert plezier aan de seks met Vera. Sinds een aantal maanden betaalde hij het bedrag dat Vera met haar avondwerk verdiende. Maar als Vera vraagt naar het bloed op zijn fauteuil moet De Cock bekennen dat hij is vermoord. Een week voordat Vera en Herbert zouden gaan trouwen. De Cock vraagt door en Vera geeft huilend de gevraagde informatie. Het moeilijkst te plaatsen is een opmerking van Herbert: Tot nu toe was ik alleen met Petrus getrouwd.
De Cock besluit het pand aan de Brouwersgracht nog eens te gaan onderzoeken op braaksporen. Op de administratie van Afra Molenkamp heeft Dick Vledder al opgeduikeld dat er de laatste tijd aan de Brouwersgracht opvallend veel via de achterkant wordt ingebroken. In het pand bemerkt De Cock nu aan de achterzijde een heel klein ingeslagen keukenraampje. De opening is te klein om een indringer toegang te verschaffen. Nadat hij het testament van Herbert bij zich heeft gestoken, komt hij oog in oog te staan met een bezoeker met sleutel. Het is neef Petrus Blankenberg, de executeur-testamentair. Hij is door de achterneef van oom Herbert, François, in kennis gesteld. Hij is zeer geïnteresseerd in de verzameling Petrussen. Maar als De Cock hem meeneemt naar de eerste etage, begrijpt Petrus er niets van. Hij vraagt nog wel of de beeldjes er allemaal zijn en De Cock zegt dat hij er twee voor onderzoek in beslag heeft genomen. In de discussie over een eventuele moordenaar benadrukt Petrus dat hij verwant is aan oom Herbert via zijn moeder Petronella. Hij beschouwt zich in tegenstelling tot de andere drie erfgenamen niet als een Van Harrecoven.
Terug aan het bureau praten De Cock en Dick Vledder elkaar bij over de sectie en het bezoekje aan de Brouwersgracht 317. Dick Vledder heeft de vier erfgenamen even nagetrokken en Petrus Blankenberg heeft geen strafblad. Ferdinand van Harrecoven heeft meerdere vermogensdelicten op zijn naam staan en Felix van Harrecoven is al tweemaal veroordeeld wegens verboden vuurwapen bezit. Laatstgenoemde staat overigens bekend als vuurwapenhandelaar. Het meegenomen testament blijkt een half jaar oud en maakt geen melding van ene Vera. Wel dat neef Petrus de verzameling Petrussen krijgt, omdat hij als kenner die op hun waarde weet te schatten. Maar De Cock had net geconstateerd dat Petrus niet erg enthousiast op de beeldjes reageerde. De Cock en Vledder gaan maar eens een cognackie halen bij Smalle Lowietje. Desgevraagd noemt Lowie Felix van Harrecoven Felix de Blaffer, een vies mannetje. En neef Ferdinand kent Lowietje ook. Die is in voor alles wat geld oplevert. Hij bazuint rond een rijke oom te hebben die hij in godsnaam wel wil helpen om de pijp uit te gaan. Terug aan het bureau Warmoesstraat vraagt wachtcommandant Jan Kusters discreet of Dick Vledder getrouwd is. De Cock kan gelukkig antwoorden dat zijn collega na de breuk met Edmay weer vrijgezel is. De wachtcommandant is gelukkig met dit antwoord want Adelheid van Buuren heeft een dromerige blik in haar ogen. Desgevraagd krijgt De Cock te horen dat er 9 meiden zijn gestationeerd aan de Warmoesstraat. Hij wenst Jan veel sterkte en loopt naar de recherchekamer waar Ferdinand van Harrecoven op hem wacht. Laatstgenoemde is hoogst verbaasd dat Herbert op het punt stond te trouwen met callgirl Vera. Zelf heeft hij evenals zijn neef Felix te horen gekregen dat zij na hun veroordelingen niet meer welkom waren aan de Brouwersgracht. Op slimme wijze leidt Ferdinand een beschuldigende rechercheur De Cock naar zijn neef, want Herbert is gedood met een vuurwapen. Als om half 12 's avonds de twee rechercheurs naar huis willen gaan, meldt de wachtcommandant een doodgeschoten man aan de Keizersgracht 1017. Volgens Dick Vledder woont daar Petrus Blankenberg. Op de plaats delict wacht deze keer Adelheid van Buuren al op de twee rechercheurs. Ze heeft de vrouw van het slachtoffer opgevangen. Binnen zien de twee rechercheurs een identieke moord. Ook de plaat achter glas van de blijde Bacchus is er aanwezig.
De volgende ochtend brengt De Cock eerst Adelheid van Buuren ter sprake bij zijn collega. Maar Dick Vledder vraagt aandacht voor Petrus zijn weduwe, Marianne van Keulen. Haar man was sommelier. Hij was gespecialiseerd in Pomerol-wijnen. Maar tijdens het gesprek herinnert Vledder zich opeens dat De Cock bij chef Buitendam moest komen. Laatstgenoemde wordt aangespoord door een oud-officier van justitie, meester Van Soedelen, die snel resultaten wil zien in de gruwelijke moord op zijn vriend Herbert. De Cock beschuldigt nu op zijn beurt de oud-officier van het lekken van criminele informatie over Felix en Ferdinand aan Herbert. De Cock wordt de kamer uitgestuurd. Terug in de recherchekamer neemt hij uitgebreid met Vledder de neven Felix en Ferdinand door. Ze worden gestoord door de binnenkomst van Caroline de Graaf, een vriendin en collega van Vera van Veenendaal. Zij en Vera worden vaak op wat oudere mannen afgestuurd, maar ze keurt het voorgenomen huwelijk van Vera af. Haar pooiertje, Bennie van Galen, zag zo zijn broodwinning verdwijnen. Caroline beschuldigt Bennie openlijk van de moord op Herbert. Na haar vertrek haalt Dick Vledder boven tafel dat Bernardus Antonius van Galen achttien jaar geleden als jongetje van 12 al zijn eerste moord pleegde op een bewaker van een fabriek waar hij inbrak.
Als Dick Vledder protesterend naar de tweede sectie gaat, treft De Cock aan de Keizersgracht een nieuwe en jonge dactyloscoop, Paul van Leeuwen. Laatstgenoemde haalt jubelend uit de fauteuil eenzelfde 9mm kogel uit de voering als aan de Brouwersgracht. Terug op zijn lab kan hij vaststellen of het afvuurwapen hetzelfde was aan de hand van kleine beschadigingen aan de kogels. Tijdens het onderzoek op de plaats delict komt de weduwe haar huis binnen. Mevrouw Blankenberg is pas een paar maanden getrouwd met Petrus. Ze kwam hem op vakantie tegen in Angers waar hij op zakenreis was. Petrus was een weduwnaar met een zoon Frank van 23, voor wie hij een flat heeft gekocht. Het boterde niet tussen vader en zoon. De weduwe geeft De Cock nog heel wat achtergrondinformatie over de familieperikelen. Maar het vreemdste is wel dat Petrus vlak na het overlijden van Herbert tegen haar heeft gezegd dat zijn Petrussen waren verwisseld. Terug op het bureau zitten De Cock en Vledder nu ook met het mysterie van de beeldjes.
De twee rechercheurs gaan naar de begrafenis van Herbert op Zorgvlied. De tekst bij de uitvaart doet De Cock terugdenken aan de begrafenis van Hendrik-Jan van Assumburg. De neven Ferdinand en Felix zijn aanwezig, maar François niet. Bij de ceremonie aan het graf zet De Cock de achtervolging in van Big Pete, van wie hij aan het begin van dit verhaal nog dacht dat hij vast zat. De grijze rechercheur is te langzaam. Terug op het bureau meldt Vledder dat de twee beeldjes onderzocht zijn en waardeloos zijn gebleken. Vervolgens meldt Frank Blankenberg zich voor een gesprek na de moord op zijn vader. Hij heeft nadere informatie over zijn stiefmoeder, Marianne van Keulen. Ze was op haar 25e al gescheiden en werkte tot haar huwelijk als callgirl en is een vriendin van Vera van Veenendaal. Na zijn vertrek haalt Dick Vledder boven tafel dat Frank een heroïne-verslaafde is geweest en een makker van inbreker Bernardus Antonius van Galen. De twee rechercheurs begrijpen meteen dat Frank Blankenberg zijn informatie rechtstreeks van Bennie kreeg. Maar ze verschillen van mening over de arrestatie van Bennie wegens de dubbele moord.
Het wapenrapport van Paul van Leeuwen geeft wel duidelijk aan dat beide moorden met hetzelfde 9mm pistool zijn gepleegd, vermoedelijk een FN. Dick Vledder wil nu rechtstreeks naar Bennie van Galen maar De Cock kiest voor een eerste kennismaking met Felix van Harrecoven. De Cock belt aan op zijn huisadres aan de Kromme Waal en verschaft zich toegang met hulp van het apparaat van Handige Henkie. Deze keer wordt de grijze rechercheur geconfronteerd met een aanwezige bewoner, Felix. Laatstgenoemde laat zijn rechterhand onder zijn colbert glijden en in een fractie van een seconde vermoedt De Cock daar een vuurwapen. Hij verklaart desgevraagd dat na aanbellen de deur open bleek te staan, waarop Felix riposteert: Hij loog met het gemak waarmee een politieman de eed aflegt. Maar Felix geeft toe bang te zijn. Hij heeft veel vijanden en de twee recente moorden binnen zijn familie maken het ook niet veiliger voor hem. De Cock vraagt hem op de man af of hij een pistool onder zijn colbert heeft, maar Felix ontkent. Er ontstaat een levendig gesprek tussen rechercheur en verdachte maar het einde van het liedje is dat neef Ferdinand in de problemen komt. Hij trekt vaak op met Big Pete en het verwisselen van beeldjes voor waardeloos gips is echt iets voor Ferdinand.
Teruglopend moppert Dick Vledder dat Felix bijna twee rechercheurs had neergeschoten. De Cock beaamt dat hij hen in grote moeilijkheden heeft gebracht door in te breken toen het bellen niet werd beantwoord. Zelfs geconstateerd verboden wapenbezit zou zijn geseponeerd wegens een vormfout. Maar de balans opmakend is De Cock nog steeds positief over de hulp van het apparaat van Handige Henkie. Maar de moorden analyserend, geeft De Cock toe dat ze elke dag verder van een oplossing af raken. De Cock besluit nu eerst maar eens met Bennie van Galen thuis te gaan babbelen. Laatstgenoemde zegt al tien jaar als huisman met Vera samen te wonen. Er ontstaat een steeds vriendelijker gesprek tussen rechercheur en verdachte en Bennie belooft zijn vriend Frank Blankenberg nog eens naar de Warmoesstraat te sturen. De twee rechercheurs zijn nog maar net terug op het politiebureau, als Bennie en Frank zich samen melden. Frank vertelt dat hij een pistool van Bennie vroeg in de overtuiging dat hij dan het moordwapen zou krijgen dat hij vervolgens in een gracht zou laten verdwijnen. De Cock verandert van onderwerp en vraagt hoe de vader van Frank aan de plaat van de blijde Bacchus kwam. Frank zegt dat de Franse eigenaar van Chateau Petrus hem dat als geschenk had gegeven. Trouwens, iedere bezoeker krijgt zo'n plaat.
Terwijl de twee rechercheurs discussiëren over naar huis gaan of Smalle Lowietje gaat de telefoon. Het is Big Pete die huilend naast het lijk van zijn dode vriend Ferdinand zit. Ferdinand blijkt op identieke wijze vermoord als zijn twee familieleden. Omdat Big Pete ontsnapt was uit het huis van bewaring, moet hij terug zijn cel in. Hij was op de begrafenis van Herbert om via Ferdinand tijdelijk onderdak te bekomen. Maar De Cock heeft een nieuwe spoor via zijn oude vriend uit Bussum. Het is Johan Bakkenhoven, uitgever, journalist en schrijver van fantastische verhalen. Als De Cock ooit met pensioen gaat gaat hij als ghostwriter zijn memoires schrijven. Hij kent een derde plaat van een blijde Bacchus in Bussum bij wijnkoperij Henri Bloem. De huidige eigenaar van de wijnkoperij heet Gert-Jan Rosier en blijkt een sympathieke man. Hij steekt de loftrompet over Chateau Petrus. Hij noemt fantastische bedragen per fles van in de duizenden guldens. De Cock blikt opzij naar Dick Vledder en zegt: Petrussen, dat is het.
Aan de Kromme Waal bij de woning van Felix van Harrecoven zet De Cock zijn val op. Een jonge officier van justitie Meester Henri van Overwhere wil deze keer getuige zijn. Felix had van de officier van justitie immuniteit gevraagd en gekregen voor zijn aandeel in de affaire. Felix is intussen opgeborgen in een cel aan de Warmoesstraat voor zijn eigen veiligheid. Hij is namelijk het beoogde vierde slachtoffer in de familieafrekening. Buiten aan de gracht zijn ook de rechercheurs Fred Prins en Appie Keizer beschikbaar. Ze arresteren een man vermomd met een nepbaard, François van Harrecoven met geladen pistool. Thuis legt De Cock het uit. Voor de eerste keer neemt Dick Vledder Adelheid van Buuren mee naar de nabespreking, waar ook Fred Prins en Appie Keizer bij aanwezig zijn. De Cock heeft veel te lang gezocht naar de juiste betekenis van Petrus. Verder had François gelogen dat hij geen sleutel van het huis van zijn oudoom had. Hij kwam er vaak en kende de kelder met een schitterende partij wijnen afkomstig van het Chateau Petrus. Hij beheerde de wijnkelder van zijn oudoom. François kende Petrus Blankenberg niet goed, maar schrok wel toen een half jaar geleden bij testament aan hem een verzameling Petrussen werden toegekend. Het huwelijk met Vera van Veenendaal bracht de zaken in een stroomversnelling. François kocht bij Felix een pistool. Verder kocht hij als afleidingsmanoeuvre een verzameling Petrus-beelden en zette die op de eerste etage. Na de moord op Herbert gingen de erfgenamen, wetende wie de dader was, met elkaar in onderhandeling. Na de moord op Petrus Blankenbergen ging het getouwtrek door. Big Pete werd aangetrokken door Ferdinand om te onderhandelen met François, maar het gevolg was dat ook Ferdinand werd geliquideerd. Toen kreeg Felix het echt benauwd en gaf volledige openheid van zaken. Na nog enig heen en weer gepraat loopt Adelheid naar de Cock en fluistert hem iets in het oor. Als iedereen weg is wil mevrouw De Cock het fijne weten van het gebroken keukenruitje. De Cock noemt het een foutje van François. Ook het fluistergesprek van Adelheid van Buuren is niet onopgemerkt gebleven. De Cock beseft dat hij deze keer in een vroeg stadium de cruciale aanwijzing heeft gemist. Want de fles wijn bij de dode oom Herbert was volgens Adelheid een Chateau Petrus.